# Campeonato Paulista de Futebol Sub-15 de 2016
O Campeonato Paulista de Futebol - Sub-15 de 2016, é uma competição amadora organizada pela Federação Paulista de Futebol (FPF). Disputada entre 9 de abril a 26 de novembro.

## Regulamento
O Campeonato Paulista Sub-15 será disputado por 66 (sessenta e seis) clubes. Na primeira fase os clubes jogarão dentro dos respectivos grupos em turno e returno, classificando-se para a segunda fase os três melhores colocados em cada grupo e os 5 melhores quartos colocados. Na segunda fase os 32 (trinta e dois) clubes classificados se enfrentarão em turno e returno, divididos em 8 (oito) grupos com 4 (quatro) equipes cada, apenas o campeão e o vice avançam para a próxima fase. A terceira fase contará com os 16 (dezesseis) clubes classificados da fase anterior, divididos em 4 (quatro) grupos de 4 (quatro) equipes cada, em turno e returno se classificando apenas o campeão e o vice de cada grupo. A partir da quarta fase, o torneio entra no sistema eliminatório, os clubes disputarão confrontos de ida e volta e o time que tiver maior desempenho será classificado para a fase seguinte. O mando de campo será decido pela campanha das equipes em todas as fases, ou seja, computados os pontos desde a primeira fase.

### Critérios de desempate
Acontecendo igualdade no número de pontos entre dois ou mais clubes, aplicam-se sucessivamente, os seguintes critérios técnicos de desempate:
1. Maior número de vitórias;
2. Maior saldo de gols;
3. Maior número de gols marcados;
4. Menor número de cartões vermelhos recebidos;
5. Menor número de cartões amarelos recebidos;
6. Sorteio público na sede da FPF.

1º - Entende-se por melhor campanha, o maior número de pontos ganhos acumulados por determinado clube, seguindo, se necessário, a ordem de critérios de desempate, considerando-se todas as fases do torneio.

## Primeira fase
A primeira fase do torneio foi disputada pelos sessenta e seis clubes em turno e returno entre os dias 9 de abril a 9 de julho.

### Grupo 3
- 1. ^ A Matonense perdeu 1 ponto por infringir o artigo 214.
- 2. ^ A Matonense, por infrigir o artigo 203, foi derrotada por W.O. na partida contra o Palmeirinha

### Grupo 4
- 1. ^ O Independente perdeu 2 pontos por infringir o artigo 214.

### Grupo 8
- 1. ^ A São José perdeu 1 ponto por infringir o artigo 214.

### Grupo 9
- 1. ^ A EC São Bernardo, por infrigir o artigo 203, foi derrotada por W.O. na partida contra o Água Santa

### Índice técnico
| Pos. | Clube            | %    | J  | V | E | D | GP | GC | SG  | Pts |
| ---- | ---------------- | ---- | -- | - | - | - | -- | -- | --- | --- |
| 1    | Botafogo-SP      | 64,2 | 14 | 7 | 6 | 1 | 33 | 7  | +26 | 27  |
| 2    | Portuguesa       | 52,7 | 12 | 6 | 1 | 5 | 12 | 13 | -1  | 19  |
| 3    | Marília          | 54,7 | 14 | 7 | 2 | 5 | 31 | 16 | +15 | 23  |
| 4    | XV de Piracicaba | 52,3 | 14 | 5 | 7 | 2 | 22 | 21 | +1  | 22  |
| 5    | São Caetano      | 47,2 | 12 | 5 | 2 | 5 | 11 | 10 | +1  | 17  |
| 6    | Olímpia          | 44,4 | 12 | 4 | 4 | 4 | 11 | 11 | 0   | 16  |
| 7    | Primavera        | 41,6 | 12 | 4 | 3 | 5 | 11 | 23 | -12 | 15  |
| 8    | Juventus-SP      | 38,8 | 12 | 3 | 5 | 4 | 14 | 15 | -1  | 14  |
| 9    | Santo André      | 38,8 | 12 | 4 | 2 | 6 | 18 | 14 | +4  | 14  |